# Billy Burke (acteur)
William Albert "Billy" Burke (Bellingham, Washington, 25 november 1966) is een acteur uit de Verenigde Staten.
Burke begon met zingen op negenjarige leeftijd en kwam in een band toen hij vijftien was. Hij ging door met het werken met bands, en studeerde drama aan Western Washington University. Hij trad op in het Annex Theater, in het New City Festival in Seattle, en in het A.H.A Theater. Hij maakte zijn filmdebut in de film Daredreamer (1990). Daarna verhuisde hij naar Los Angeles. Hij speelde onder andere in de films: Jane Austen's Mafia! (1998), Marshall Law (1996) en Roman Paris. Hij had gastrollen in de televisieshows Party of Five (1994) en Star Trek: Deep Space Nine (1993). Hij vertolkte ook de rol van rechercheur Rob Nunally in Fracture (2007). In 2008 speelde hij in Twilight Charlie Swan, vader van Bella. Deze rol vertolkt hij ook in New Moon (2009), Eclipse (2010), Breaking Dawn Part 1 (2011) en in Breaking Dawn Part 2 (2012). In 2011 speelde hij ook FBI-agent Gabriel Dean in Rizzoli & Isles en had hij ook een rol in de film Red Riding Hood, waarin hij Cesaire speelde.
Sinds september 2012 is hij te zien in de door NBC uitgezonden televisieserie Revolution in de hoofdrol van Miles Matheson. Eind januari 2014 is Veronica TV gestart met het uitzenden van het tweede seizoen, na de derde aflevering heeft men besloten om de serie niet meer verder uit te zenden i.v.m. tegenvallende kijkcijfers.
Van 2015 tot 2017 speelde Burke de rol van patholoog Mitch Morgan in de serie Zoo. Deze serie is gebaseerd op de boeken van James Patterson.
In oktober 2020 werd bekend dat Burke een rol kreeg in de serie Maid van Netflix.
sinds 2022 speelt hij ook Vince Leony in Fire country.
- Biblioteca Nacional de España: XX1367975
- Bibliothèque nationale de France: cb14054471b (data)
- Gemeinsame Normdatei: 1019233168
- International Standard Name Identifier: 0000 0000 8399 5373
- Library of Congress Control Number: no96057326
- Nationale Bibliotheek van Tsjechië: xx0098728
- Nationale Bibliotheek van Polen: a0000001764442
- Nederlandse Thesaurus van Auteursnamen: 383640598
- SNAC: w61g1gnn
- Système universitaire de documentation: 135994241
- Virtual International Authority File: 90624481
- WorldCat: E39PBJy8prRpCqF93CprqwrTHC